# Hans-Michael Trautwein
Hans-Michael Trautwein (* 1957) ist ein deutscher Wirtschaftswissenschaftler und Hochschullehrer.

## Leben
Hans-Michael Trautwein wurde 1957 als Sohn von Ursula und Dieter Trautwein geboren. Er studierte Wirtschaftswissenschaften an der Universität Bremen und wurde 1985 mit der Dissertation Arbeitnehmerfonds in Schweden – der dritte Weg? promoviert. Von 1985 bis 1990 war er akademischer Rat an der Universität Lüneburg und im Anschluss bis 1999 Assistent von Harald Hagemann an der Universität Hohenheim. Dort wurde er 1996 mit dem Buch Geld, Zins und Güterpreise. Über kreditwirtschaftliche Erklärungen des Geldangebots habilitiert. 1999 bis 2000 vertrat er den Lehrstuhl für Wirtschaftstheorie in Hohenheim und ist seit 2000 Professor für internationale Wirtschaftsbeziehungen an der Carl von Ossietzky Universität Oldenburg und war von 2007 bis 2009 als Dekan der Fakultät tätig. 2003 war Trautwein Gründungsmitglied der Keynes-Gesellschaft. Von 2010 bis 2014 war er Mitglied im erweiterten Vorstand des Vereins für Socialpolitik und Vorsitzender des Ausschusses für die Geschichte der Wirtschaftswissenschaften. Seit 2014 ist er Mitherausgeber des European Journal of the History of Economic Thought (EJHET) und von 2016 bis 2018 war er Präsident der European Society for the History of Economic Thought (ESHET). In seiner „Ansprache des Präsidenten“ vertrat er die Position, in Anbetracht der Fragmentierung in den Wirtschaftswissenschaften sei die Geschichte des ökonomischen Denkens der Platz für die „letzten Generalisten“. Er ist seit 2009 Vorsitzender des Promotionsförderausschusses des Evangelischen Studienwerks Villigst (Stand: Nov. 2019).

## Forschung
Seine Forschung konzentriert sich auf die Geschichte des ökonomischen Denkens, insbesondere der Makroökonomie und Geldtheorie. Er befasste sich mit der Theorie (unfreiwilliger) Arbeitslosigkeit bei Knut Wicksell (1851–1926), Gustav Cassel (1866–1945) und Joseph Alois Schumpeter (1883–1950). Er diskutierte die Geld- und Konjunkturtheorie von Friedrich August von Hayek (1899–1992), die Bedeutung der Arbeiten von Gottfried Haberler (1900–1995) und Hans Neisser (1895–1975) zur Konjunkturtheorie für die moderne Makroökonomik offener Volkswirtschaften und die Wirtschaftstheorien des Schweden Erik Robert Lindahl. Zudem untersuchte er die Bedeutung von Wirtschaftskrisen bei Knut Wicksell und verglich dessen Hauptwerk Geldzins und Güterpreise (1898) mit der new neoclassical synthesis von Michael Woodford (* 1955).
Mit Bo Sandelin und Richard Wundrak veröffentlichte er 1995 eine kurze Geschichte des ökonomischen Denkens auf Schwedisch, die 2002 auf Englisch und 2013 auf Esperanto herausgegeben wurde. Er steuerte das Kapitel zur monetären Makroökonomie bei. 2008 veröffentlichte er ein Lehrbuch für Makroökonomik. 2021 sprach sich Trautwein vor dem Hintergrund der Coronapandemie gegen die sogenannte Schuldenbremse aus. Es müsse dem Staat erlaubt sein, sich zu verschulden, weil er gezwungen sei, für zukünftige Generationen zu investieren.

## Bücher

### Autor
- Arbeitnehmerfonds in Schweden – der dritte Weg?. Dissertation, Universität Bremen, 1985. Lang, Frankfurt am Main 1986, ISBN 978-3-8204-9336-8.
- mit Bo Sandelin, Richard Wundrak: A short history of economic thought. SNS Förlag, Stockholm 2002.
  - Det ekonomiska tänkandets historia (schwedisch). Erstausgabe 1995, ISBN 978-91-85695-59-1.
  - La historio de ekonomika pensado (esperanto). Mondial, New York 2013, ISBN 978-1-59569-264-1.
- Makroökonomik. 1. Auflage 2008. OlWIR Verlag für Wirtschaft, Informatik und Recht, Edewecht, 4. Auflage 2018, ISBN 978-3-95599-055-8.

### Herausgeber
- Neue Perspektiven auf die politische Ökonomie von Karl Marx und Friedrich Engels. Die Marx-Engels-Gesamtausgabe (MEGA) (Studien zur Entwicklung der ökonomischen Theorie XXXIV). Schriften des Vereins für Socialpolitik (SVS), Band 115/XXXIV, 2019.
- Die Zeit um den Ersten Weltkrieg als Krisenzeit der Ökonomen (Studien zur Entwicklung der ökonomischen Theorie XXX) Schriften des Vereins für Socialpolitik (SVS), Band 115/XXX, 2016.
- Die Entwicklung der Raumwirtschaftslehre von ihren Anfängen bis in die Gegenwart (Studien zur Entwicklung der ökonomischen Theorie XXIX). Schriften des Vereins für Socialpolitik (SVS), Band 115/XXIX, 2014.